# Arada (Portugal)
Pour les articles homonymes, voir Arada.
Arada est une ancienne paroisse civile portugaise (en portugais : freguesia) de la municipalité d'Ovar dans le district d'Aveiro.
La loi no 11-A/2013 du 28 janvier 2013, portant réorganisation administrative du territoire des freguesias, fusionne Arada avec les paroisses voisines d'Ovar, São João et São Vicente de Pereira Jusã pour former l’União das freguesias de Ovar, São João, Arada e São Vicente de Pereira Jusã (dont le siège est à São João).